# Marcello Paradiso
Marcello Paradiso (Colletorto, 13 aprile 1953) è un presbitero e teologo italiano.

## Biografia
È autore di monografie sul pensiero e l'opera di Hans Urs von Balthasar e sull'influenza esercitata su questi dalla mistica Adrienne von Speyr.
Sacerdote cattolico nella diocesi di Termoli-Larino, è professore di filosofia e teologia. Ha pubblicato inoltre saggi divulgativi sulla fede e la sequela cristiane, nonché ricerche sulla storia di Termoli e la cattedrale di Santa Maria della Purificazione.
Dall'ottobre 2017 al 7 dicembre 2024 è vicario generale della diocesi di Termoli-Larino.

## Opere
- Marcello Paradiso, La fede sullo scoglio. La cattedrale di Termoli e i suoi santi, Termoli, All Print, 1993.
- Marcello Paradiso e Nicola Di Pietrantonio, La basilica cattedrale di Termoli, Termoli, Ediduomo, 1998.
- Marcello Paradiso e Nicola Di Pietrantonio, Termoli città di Timoteo, Termoli, Ediduomo, 1999.
- Marcello Paradiso, Termoli. Cenni storici, Termoli, Ediduomo, 2003.
- Marcello Paradiso, Il blu e il giallo. Hans Urs von Balthasar e Adrienne von Speyr: un'avventura spirituale, Cantalupa, Effatà, 2009, ISBN 978-88-7402-511-4.
- Marcello Paradiso, Nell'intimo di Dio. La teologia trinitaria di Hans Urs von Balthasar, prefazione di Elmar Salmann, Roma, Città Nuova, 2009, ISBN 978-88-311-3370-8.
- Marcello Paradiso, Fenomenologia della sequela, Roma, Città Nuova, 2010, ISBN 978-88-311-3329-6.
- Marcello Paradiso, Esperienza, fede, conoscenza. Per vivere la fede nel nostro tempo, Assisi, Cittadella, 2012, ISBN 978-88-308-1270-3.
- Marcello Paradiso, La Sacra Scrittura in Hans Urs von Balthasar, prefazione di Gianni Carozza, Roma, Città Nuova, 2012, ISBN 978-88-311-4813-9.